# Bryum brachyneuron
Bryum brachyneuron là một loài rêu trong họ Bryaceae. Loài này được Kindb. mô tả khoa học đầu tiên năm 1892.